# Erdbeben von Tangshan 1976

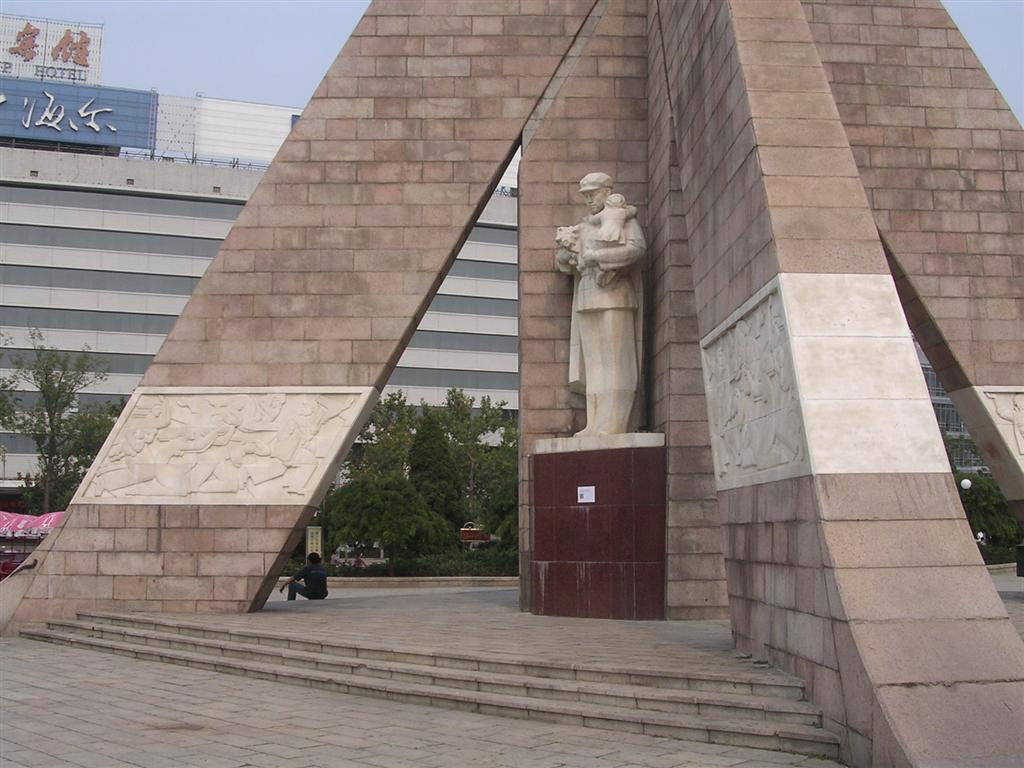
Denkmal in Tianjin

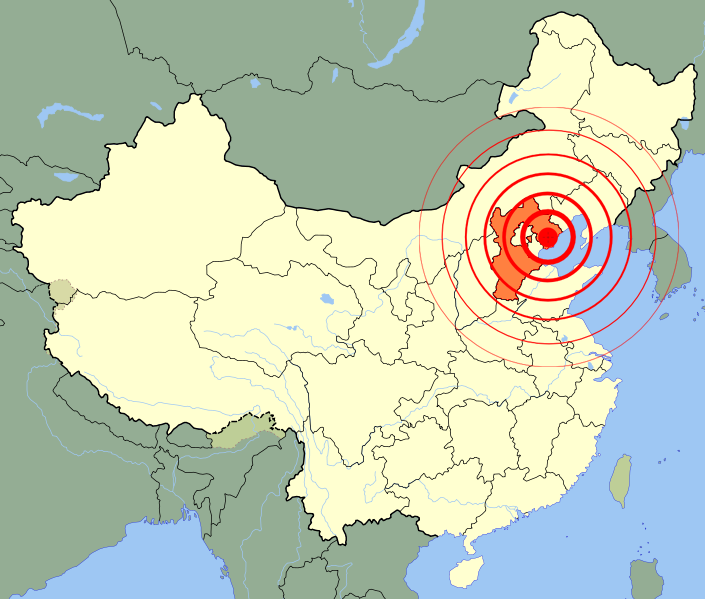

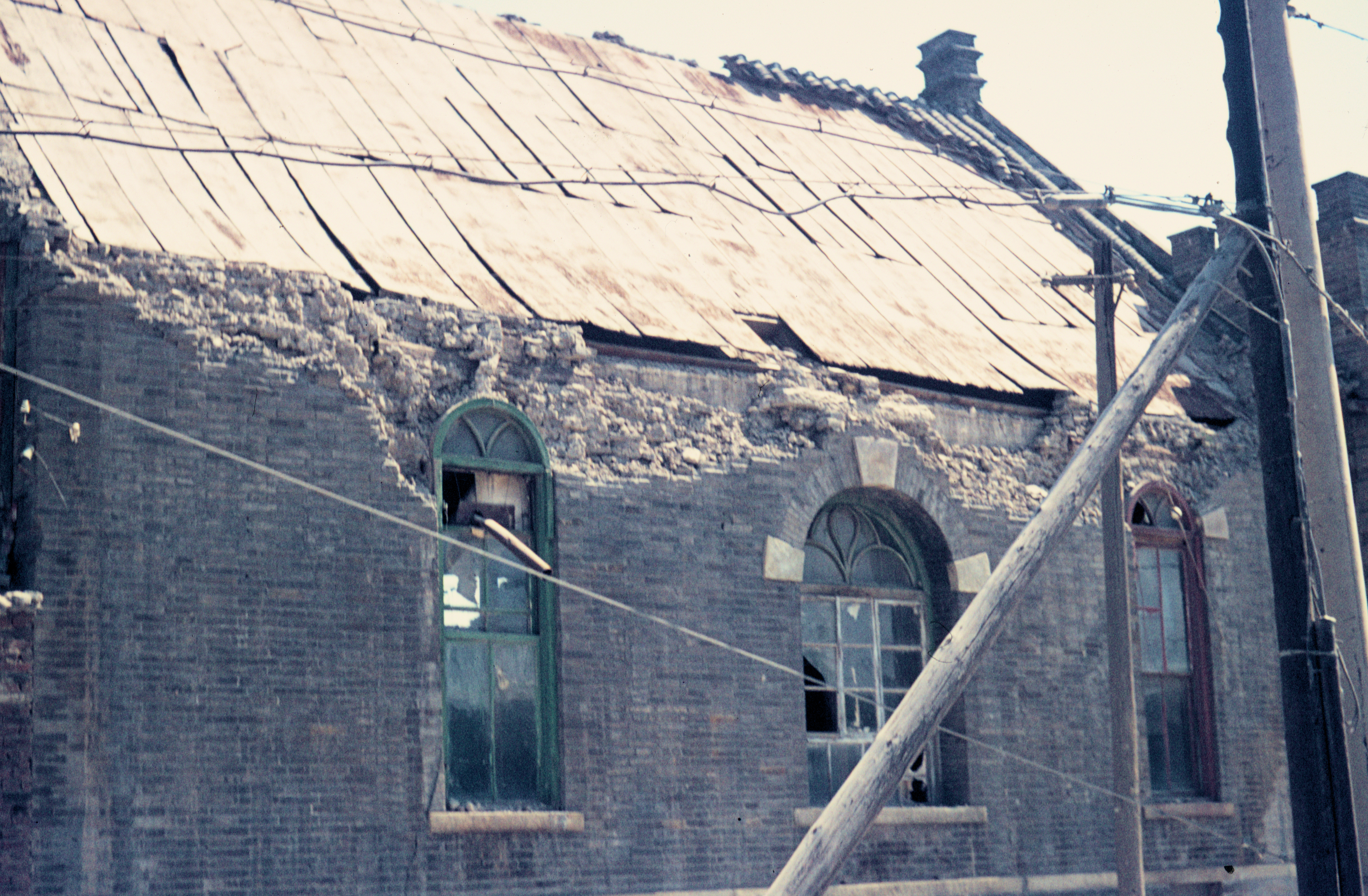
Das Erdbeben zerstörte auch in Peking zahlreiche ältere Häuser

Das Erdbeben von Tangshan (chinesisch 唐山大地震, Pinyin Tángshān dàdìzhèn) am 28. Juli 1976 in der Provinz Hebei war mit Schätzungen von bis zu 650.000 Todesopfern das verheerendste Erdbeben des 20. Jahrhunderts und das zweitverheerendste Erdbeben der Menschheitsgeschichte (nach dem Erdbeben in Shaanxi 1556).
Nach den offiziellen Angaben Chinas kamen bei dem Beben der Magnitude MS = 7,8 insgesamt 242.419 Menschen ums Leben.
Um 3:42 Uhr Ortszeit wurde die Stadt Tangshan von dem Beben, das sein Epizentrum 20 Kilometer südwestlich von Tangshan hatte und dessen Herd 22 km unter der Oberfläche lag, erschüttert und fast vollständig zerstört. Das Beben führte auch in Tianjin und Peking, das 140 km entfernt liegt, zu Schäden. 5,3 Millionen Häuser wurden unbewohnbar. Es gab mehrere Nachbeben, die weitere Tote forderten, das stärkste davon mit einer Stärke von 7,1.
An das Erdbeben erinnert heute eine Stele auf dem Hauptplatz im Zentrum der Stadt sowie ein Erdbebeninformationszentrum. Ein weiteres Museum befindet sich in Lanzhou, das sich dem Erdbeben von Haiyuan 1920 widmet.
Die dazugehörige seismische Zone ist die Tancheng-Lujiang-Störungszone 郯城-庐江断裂带 (kurz: Tan-Lu-Störung 郯庐断裂带), die in ihrem Nordabschnitt das Beben 1976 verursachte.
Das Erdbeben war nach dem Erdbeben in Shaanxi 1556 und dem Erdbeben von Haiyuan 1920 das Beben mit den meisten Todesopfern in China.
Das Beben wurde 2010 filmisch in dem Katastrophenfilm Aftershock verarbeitet.